# Watkins at Large
Watkins at Large – debiutancki album studyjny amerykańskiego kontrabasisty jazzowego Douga Watkinsa jako lidera, wydany w 1956 roku przez Transition Records. Nagrania odbyły się (prawdopodobnie) 8 grudnia 1956 roku w Nowym Jorku.

## Lista utworów
Strona A:
| 1. | Return to Paradise (Dimitri Tiomkin i Ned Washington)[6] | 12:52 |
|    |                                                          |       |
| 2. | Pihupi (Kenny Burrell)                                   | 9:24  |
|    |                                                          |       |
|    |                                                          | 22:16 |
|    |                                                          |       |
Strona B:
| 1. | Phil T. McNasty's Blues (piosenka tradycyjna) | 4:53  |
|    |                                               |       |
| 2. | More of the Same (Thad Jones)                 | 10:01 |
|    |                                               |       |
| 3. | Panonica (Duke Jordan)                        | 3:49  |
|    |                                               |       |
|    |                                               | 18:43 |
|    |                                               |       |

## Personel
Muzycy:
Doug Watkins - kontrabas, lider zespołu
Kenny Burrell - gitara (oprócz utworu Panonica), kompozytor utworów
Donald Byrd - trąbka
Duke Jordan - fortepian, kompozytor utworów
Hank Mobley - saksofon tenorowy (oprócz utworu Panonica)
Art Taylor - perkusja
Produkcja:
Bob Guy - inżynier
Tom Wilson - producent, projekt graficzny okładki, fotografia okładkowa